# Močvarni cvijet
Močvarni cvijet (lat. Limnanthes), rod od nekoliko vrsta jednogodišnjeg raslinja iz porodice Limnanthaceae, dio reda kupusolike. Sve vrste rastu na zapadu Sjeverne Amerike.

## Vrste
1. Limnanthes alba Hartw. ex Benth.
2. Limnanthes bakeri J.T.Howell
3. Limnanthes douglasii R.Br.
4. Limnanthes floccosa Howell
5. Limnanthes macounii Trel.
6. Limnanthes montana Jeps.
7. Limnanthes vinculans Ornduff